# Benjamin Mary
Benjamin Mary (* 12. März 1792 in Forêt (Trooz), Provinz Lüttich; † 2. August 1846 in Bagnères-de-Luchon) war ein belgischer Diplomat.

## Leben
Benjamin Mary war der Sohn eines Rechtsanwalts, besuchte die Schule in Enghien (Belgien) und studierte Rechtswissenschaft an der Universität Brüssel.
Als belgischer Geschäftsträger in Rio de Janeiro unterzeichnete er einen Handelsvertrag, den gleichlautend die Regierung der Niederlande, 1828 mit der Regierung Brasiliens geschlossen hatte. Von der brasilianischen Regierung wurde er mit dem Orden vom Kreuz des Südens ausgezeichnet. In Brasilien reiste er nach Olinda und Salvador da Bahia, skizzierte und botanisierte. Ein Teil seiner Zeichnungen wurden als Lithografie von Johann Baptist von Spix und Carl Friedrich Philipp von Martius Flora Brasiliensis veröffentlicht. Die Vorlagen für die Lithografien sind in der Hans von Martius Sammlung, Bayerische Staatsbibliothek, weitere Zeichnungen und Lithografien sind in der Fundação Maria Luisa e Oscar Americano, São Paulo, den Bibliotecas do Itamaraty, Brasilia und Paulo Fontainha Geyer, Rio de Janeiro.

Panorama do Rio de Janeiro von Benjamin Mary in der Pinacoteca do Estado de São Paulo.

1840 schloss er mit dem griechischen König Otto ein Handelsabkommen, bereiste die Ägäis und skizzierte.

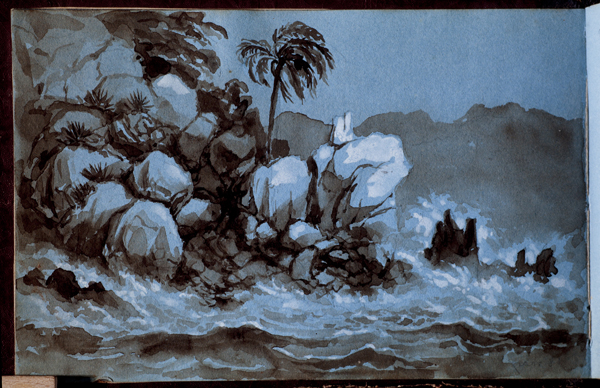
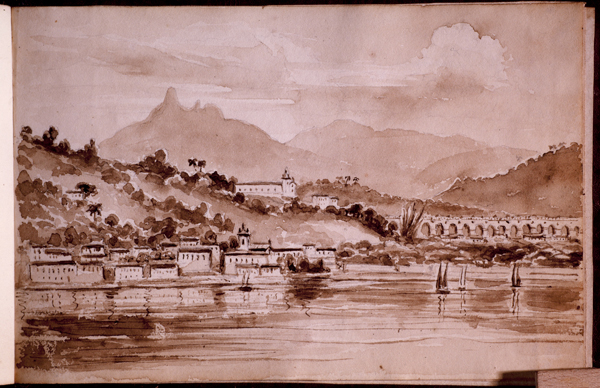
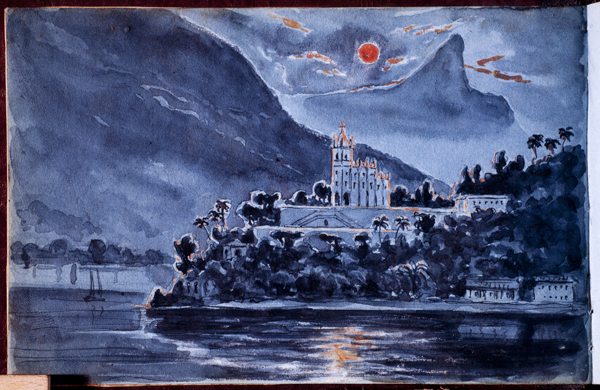
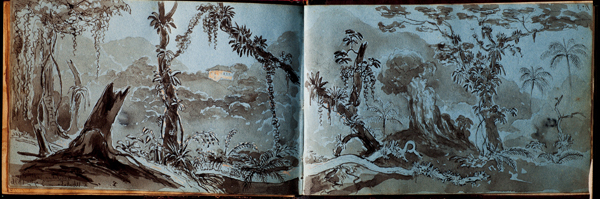